# Bellura, Bidar
Bellura là một làng thuộc tehsil Bidar, huyện Bidar, bang Karnataka, Ấn Độ.